# 11870 Sverige
11870 Sverige este un asteroid din centura principală de asteroizi.

## Descriere
11870 Sverige este un asteroid din centura principală de asteroizi. A fost descoperit pe 7 octombrie 1989 la Observatorul La Silla de Eric Walter Elst. El prezintă o orbită caracterizată de o semiaxă mare de 3,06 ua, o excentricitate de 0,18 și o înclinație de 7,8° în raport cu ecliptica.